# Broxbourne (borough)
Broxbourne è un borough dell'Hertfordshire, Inghilterra, Regno Unito, con sede a Cheshunt.
Il distretto fu creato con il Local Government Act 1972, il 1º aprile 1974 dalla fusione dei distretti urbani di Cheshunt e Hoddesdon.

## Località
- Cheshunt
- Broxbourne
- Hoddesdon
- Waltham Cross
- Goff's Oak